# 津島市民病院
津島市民病院（つしましみんびょういん）は、愛知県津島市にある市立の病院。

## 概要
海部医療圏（津島市・愛西市・弥富市・海部郡）における基幹病院であり、二次救急医療を担っている。敷地内には市立看護専門学校が併設されている。

## 所在地・病床数

### 所在地
- 愛知県津島市橘町3丁目73番地

### 許可病床数
- 352床（北病棟・南病棟・西病棟）

## 診療科
- 内科
- 消化器内科
- 呼吸器内科
- 循環器内科
- 脳神経内科
- 内分泌内科
- 血液内科
- 外科
- 整形外科
- 形成外科
- 脳神経外科
- 耳鼻咽喉科
- 皮膚科
- 眼科
- 泌尿器科
- 小児科
- 婦人科
- 歯科口腔外科
- 麻酔科
- 放射線科
- 病理診断科
- リハビリテーション科
- 緩和ケア内科

## 施設・設備

### 施設
- HCU
- 据置型デジタル式循環器用X線透視診断装置
- マルチスライスCT
- MRI（磁気共鳴画像診断装置）
- マンモグラフィー（乳房エックス線撮影装置）
- 体外衝撃波尿路結石破砕装置
- 核医学診断用検出器回転型SPECT装置
- 健康管理センター
- 訪問看護ステーション
- リハビリテーション室
- 地域包括ケア病棟
- 緩和ケア病棟
- ヘリポート
- レストラン
- コンビニエンスストア
- キャッシュコーナー（いちい信用金庫）

### 併設
- 津島市立看護専門学校
- 託児所（職員向け）
- 職員寮

## 沿革
- 1943年（昭和18年）7月 - 津島町立病院として創立（一般58床）。
- 1947年（昭和22年）3月 - 市制施行とともに、津島市民病院と改称。
- 1960年（昭和35年）8月 - 現在地に全部移転（一般100床、結核117床）。
- 1970年（昭和45年）1月 - 総合病院として認定。
- 1984年（昭和59年）10月 - 集中治療室の設置。
- 2003年（平成15年）10月 - 臨床研修病院の指定。
- 2004年（平成16年）12月 - サイバーナイフIIの設置。
- 2005年（平成17年）3月 - 病院増築棟（西病棟）完成。
- 2005年（平成17年）4月 - 一般病床440床に病床数変更。
- 2005年（平成17年）11月 - 病院増築工事完了、病院附属棟工事完了、回復期リハビリテーション病棟（47床）開設。
- 2006年（平成18年）5月 - 一般病棟入院基本料（7：1）承認。
- 2007年（平成19年）1月 - 緩和ケア病棟（18床）開設。
- 2007年（平成19年）3月 - 愛知県災害拠点病院の指定。
- 2016年（平成28年）3月 - 地域包括ケア病棟（48床）開設。
- 2017年（平成29年）8月 - サイバーナイフIIの稼働終了。
- 2017年（平成29年）10月 - 4階南病棟（51床）を休止[1]。
- 2017年（平成29年）11月 - HCU病床（7床）の運用開始。
- 2020年（令和2年）4月 - 回復期リハビリテーション病棟（47床）を休止[1]。
- 2020年（令和2年）10月 - 3階南病棟（35床）及び4階南病棟（51床）を廃止[1]。回復期リハビリテーション病棟（2床廃止して45床）を急性期病棟として再開[1]。許可病床を352床に変更。

## 交通

### 鉄道
名鉄
- 津島線・尾西線「津島駅」から徒歩で約20分。

### バス
名鉄バス
- 津島駅から名鉄バスセンター行き（安松経由）「東柳原町」停留所下車、徒歩で約5分。
- 津島駅から名鉄バスセンター行き（百町経由）「津島市民病院前」停留所下車。

巡回バス
- 津島市ふれあいバス「市民病院」停留所下車。
- 愛西市巡回バス：佐織南ルート「津島市民病院」停留所下車。

### 自動車
東名阪自動車道
- 蟹江インターチェンジから車で約15分。
- 弥富インターチェンジから車で約15分。

名古屋第二環状自動車道
- 甚目寺南インターチェンジから車で約20分。

一般道
- 名古屋駅から車で約40分。

駐車場
- 第1駐車場
- 第2駐車場